# Attila Czanka
Attila Czanka (Cluj-Napoca, Rumanía, 1 de mayo de 1969) es un deportista húngaro que compitió en halterofilia.
Ganó tres medallas en el Campeonato Mundial de Halterofilia entre los años 1986 y 1994, y seis medallas en el Campeonato Europeo de Halterofilia entre los años 1987 y 1993.
Participó en dos Juegos Olímpicos de Verano, en los años 1988 y 1992, ocupando el séptimo lugar en Barcelona 1992, en la categoría de 60 kg.

## Palmarés internacional
| Campeonato Mundial | Campeonato Mundial     | Campeonato Mundial | Campeonato Mundial |
| Año                | Lugar                  | Medalla            | Categoría          |
| ------------------ | ---------------------- | ------------------ | ------------------ |
| 1986               | Sofía (Bulgaria)       | Medalla de plata   | 60 kg              |
| 1989               | Atenas (Grecia)        | Medalla de bronce  | 60 kg              |
| 1994               | Estambul (Turquía)     | Medalla de bronce  | 64 kg              |
| Campeonato Europeo |                        |                    |                    |
| Año                | Lugar                  | Medalla            | Categoría          |
| 1987               | Reims (Francia)        | Medalla de plata   | 60 kg              |
| 1988               | Cardiff (Reino Unido)  | Medalla de bronce  | 60 kg              |
| 1989               | Atenas (Grecia)        | Medalla de bronce  | 60 kg              |
| 1990               | Ålborg (Dinamarca)     | Medalla de oro     | 60 kg              |
| 1991               | Władysławowo (Polonia) | Medalla de bronce  | 60 kg              |
| 1993               | Sofía (Bulgaria)       | Medalla de oro     | 64 kg              |